# Karl Attenhofer

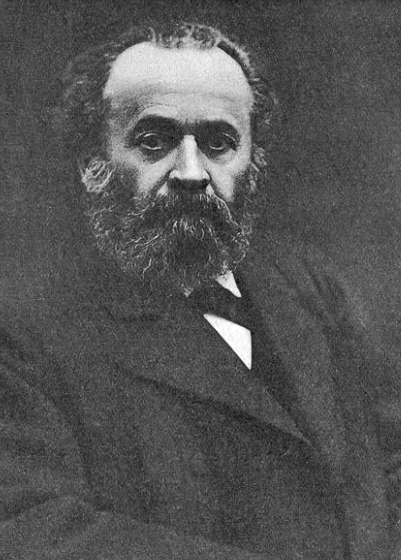
Attenhofer, sent 1800-tal

Karl Attenhofer, född 1837 och 1914, var en schweizisk körledare och tonsättare.
Attenhofer blev efter 1867 en mycket bemärkt dirigent för manskörer i Zürich och efter 1897 tillsammans med Friedrich Hegar direktör för musikskolan där. Attenhofer har komponerat för blandad kör och damkör, skrivit barnvisor, utgett samlingar av manskvartetter med mera.